# Konzelebration

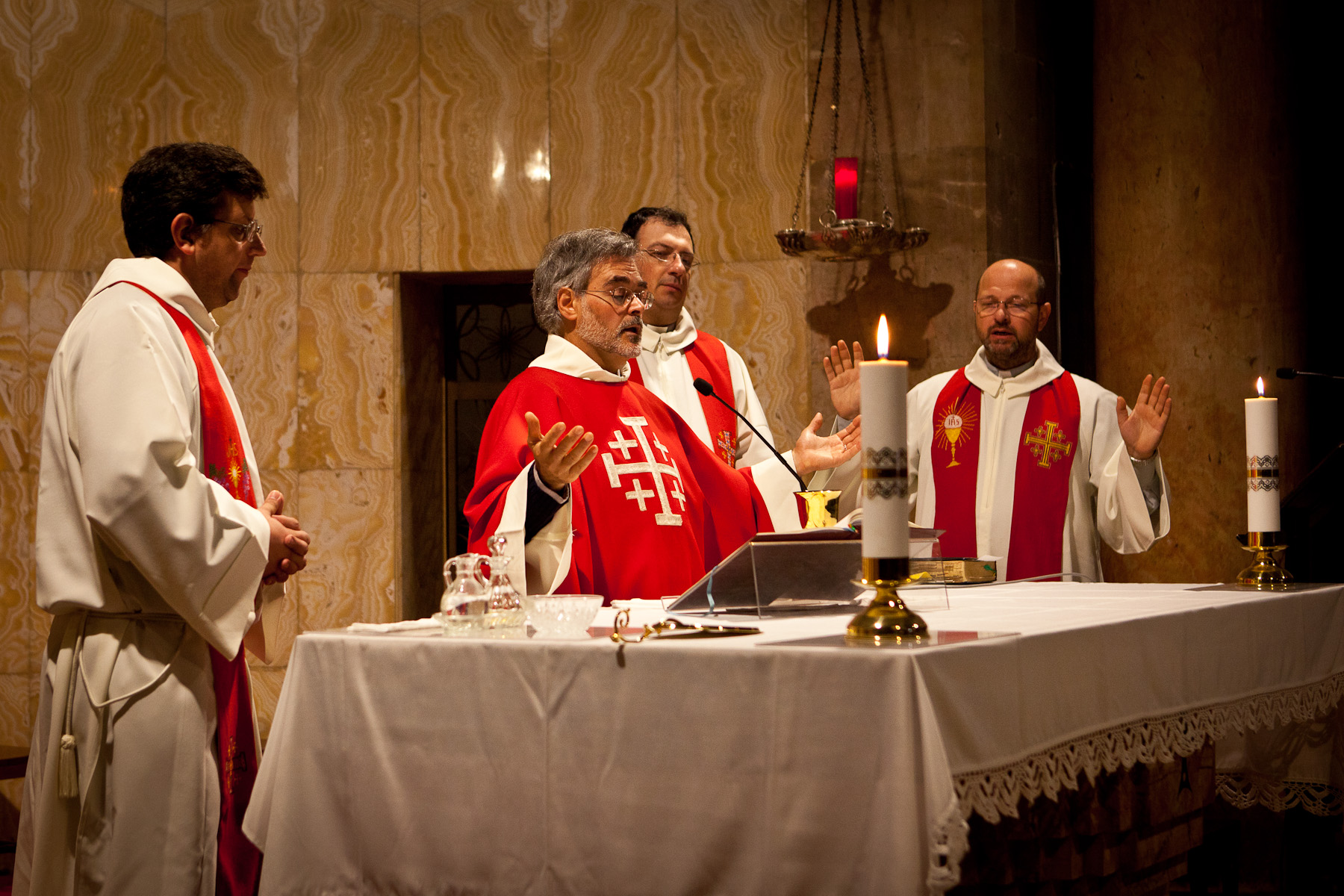
Konzelebrierende Priester beim Hochgebet der heiligen Messe, Kirche aller Nationen

Konzelebration (von lat. con „zusammen“ und celebrare „feiern“) bezeichnet die gemeinsame Feier der Liturgie durch einen Hauptzelebranten mit weiteren Zelebranten.
In der katholischen Kirche bezieht sich die Konzelebration vor allem auf die Feier der heiligen Messe, die Weihe der heiligen Öle und die Weihe von Priestern und Bischöfen, in den orthodoxen und orientalisch-orthodoxen Kirchen auch auf die Krankensalbung.
In einem weiteren Sinn kann Konzelebration auch verstanden werden als aktive, volle und bewusste Teilnahme eines getauften Christen an der Liturgie der Kirche. Die Feier der Eucharistie ist „Handlung der ganzen (Orts-)Kirche (aller Getauften)“ (Angelus Häußling).
Im Folgenden geht es in diesem Artikel um die Konzelebration im engeren, juristisch geregelten Sinne als Zusammenwirken mehrerer Priester und Bischöfe an einer von einem Hauptzelebranten geleiteten liturgischen Feier.

## Geschichte
Die Konzelebration gehört zu den ältesten gottesdienstlichen Traditionen aller östlichen und westlichen Kirchen katholischer Tradition. In den ersten drei Jahrhunderten feierte der bischöfliche Gemeindeleiter umgeben von seinem Presbyterium, den Diakonen und der Gemeinde das Herrenmahl als Ausdruck der Einheit der Kirche. In dieser Zeit bildete sich allmählich eine Unterscheidung verschiedener Dienste bei den kirchlichen Amtsträgern heraus. Der Begriff „konzelebrieren“ (lateinisch concelebrare, altgriechisch συλλιτουργεῖν sylliturgein) für die gemeinsame Messfeier zweier oder mehrerer Bischöfe und die Mitfeier der Priester mit ihrem Bischof ist im Osten seit dem 4. Jahrhundert, im Westen seit dem frühen Mittelalter belegt.
Nicht jede Konzelebration war eine „gesprochene“ Konzelebration, bei der die Konzelebranten das Hochgebet mitsprachen. In der Traditio Apostolica, einer Kirchenordnung des 3. Jahrhunderts, die von einigen Forschern Hippolyt von Rom zugeschrieben wird, ist eine Form der Messfeier dargestellt, bei der der bischöfliche Hauptzelebrant das Hochgebet sprach und die Priester mit dem Bischof dabei die Hände über die Gaben von Brot und Wein ausstreckten und so durch ihre Gesten mitfeierten. Bei Konzelebrationen mit dem Papst sprachen in Rom nur die Kardinalpriester mit, die übrigen Konzelebranten streckten die Hand zu den Gaben aus. Zur Konzelebration reichte eine angemessene Teilnahme an der gemeinsamen Feier aus; die Priester trugen die Kasel, ihr Platz war im Altarraum, sie empfingen die Kommunion, antworteten dem Hauptzelebranten, sprachen einige Gebete mit und übernahmen das Sprechen von Orationen. Bis ins Mittelalter finden sich Quellen, in denen auch die Teilnahme von Diakonen und Laien an der heiligen Messe als celebrare bezeichnet wird.
Erstmals seit dem Beginn des Mittelalters im 7./8. Jahrhundert trat zunächst in der westlichen Liturgie eine Form der Konzelebration auf, bei der die Konzelebranten das Hochgebet mitsprachen. Seit dem 10. Jahrhundert ist diese Praxis auch in östlichen Quellen bezeugt. Allerdings wuchs seit dem Frühmittelalter im Westen die Zahl der Einzelzelebrationen, weil die Zahl der Seelsorgestellen mit nur einem Priester zunahm und sich andererseits die Zahl der gestifteten Altäre in den Kirchen und die Anlässe zur Privatmessen zu Ehren von Heiligen oder zum Gedenken an Verstorbene stark erhöhte. So wurde in Rom und anderswo die gemeinsame Messe von Klerus und Volk einer Ortsgemeinde nur noch an besonderen Tagen gefeiert.
Die festtägliche Konzelebration kam in der Westkirche seit dem Hochmittelalter aus der Übung, sie blieb als gesprochene Konzelebration erhalten bei der Bischofsweihe (belegt seit dem 11. Jahrhundert) und bei der Priesterweihe im Sinne einer ersten Amtsausübung gemeinsam mit dem Bischof (seit dem 13. Jahrhundert) und war bis zum Zweiten Vatikanischen Konzil so im Pontifikale vorgesehen. In den östlichen Kirchen sind bis heute verschiedene Formen der Konzelebration in Übung.
Gegen Ende des 19. Jahrhunderts hatte sich die Einzelzelebration als einzige Weise durchgesetzt, wie Priester an der heiligen Messe teilnehmen, die Konzelebrationen am Gründonnerstag und bei Synoden waren die seltenen Ausnahmen. Dahinter stand als Verhaltensmuster und ungeschriebene Norm das aszetische und spirituelle Ideal der täglichen Zelebration der Messe, an das sich viele Priester mental gebunden fühlten. Im Codex Iuris Canonici von 1917 war die Konzelebration mehrerer Priester auf die Messfeiern bei der Weihe von Priestern und Bischöfen beschränkt worden, zu anderen Anlässen war sie nicht erlaubt. Vom Gründonnerstag bis zum Karsamstag waren Privatmessen verboten, die Priester nahmen mit der Gemeinden an den öffentlichen Gottesdiensten teil und empfingen die Kommunion; Josef Andreas Jungmann SJ erkennt darin „die echten Überreste der altchristlichen Konzelebration“. In manchen Klöstern wurde das im Mittelalter auch an einigen Festtagen praktiziert. Franz von Assisi hatte den Wunsch geäußert, in den Konventen solle nur eine Messe am Tag gefeiert werden, und die Priester sollten sich damit zufriedengeben, an der von einem anderen zelebrierten Messfeier teilzunehmen.
Die liturgische Forschung seit dem Ende des 19. Jahrhunderts brachte in Erinnerung, dass die gemeinsame Messfeier die normale Feierform der alten Kirche gewesen war und es in den östlichen Kirchen noch ist. Gleichzeitig verstärkte sich durch die Liturgische Bewegung zu Beginn des 20. Jahrhunderts das Bewusstsein von der Eucharistie als Handlung der ganzen Kirche. Papst Pius XII. nahm dies auf und schrieb 1947 in seiner Enzyklika Mediator Dei: „Die Riten und Gebete des eucharistischen Opfers bringen nicht weniger klar zum Ausdruck, dass die Darbringung des Opfers durch die Priester zusammen mit dem Volke geschieht.“ Die Doppelung von gemeinsamer Messfeier und würdiger privater Feier wurde von Priestern zunehmend als Widerspruch empfunden, etwa bei der Konventsmesse in Klöstern oder bei Großfeiern wie Wallfahrten oder Katholikentagen mit einer großen Zahl von Einzelzelebrationen neben Eucharistiefeiern mit vielen Gläubigen.
Das Zweite Vatikanische Konzil hat in seiner Liturgiekonstitution Sacrosanctum Concilium 1963 den Wert der Konzelebration für die „Einheit des Priestertums“ besonders betont, die bei der Konzelebration vorzüglich in Erscheinung trete. Es weitete die Zahl der Anlässe aus und wünschte die Erarbeitung eines neuen Konzelebrationsritus. Die Umsetzung erfolgte durch das Dekret Ecclesiae semper vom 7. März 1965 und wurde im Wesentlichen so in das 1970 von Papst Paul VI. erneuerte Missale Romanum übernommen.

## Theologische Akzentuierungen
Die Theologie der Liturgie sieht den eigentlichen Grund der Konzelebration in der Darstellung der Einheit des Opfers Christi, des Presbyteriums und der ganzen Gemeinde. Die liturgietheologische Forschung unterscheidet zwei Hauptlinien im Verständnis der Konzelebration.

### Gültige Konzelebration
Im Zuge einer auf die Transsubstantiation, die eucharistische Realpräsenz und auf den Konsekrationsmoment konzentrierten Sakramenten- und Eucharistielehre der scholastischen Theologie, wie sie seit dem Mittelalter für die katholische Liturgie bestimmend wurde, galt, dass nur derjenige Bischof oder Priester in persona Christi sakramental handelt, der die Konsekrationsworte (mit)spricht, die nach scholastischer Lehre die Materie von Brot und Wein in die Substanz des Leibes Christi wandelt und so das Sakrament der Eucharistie mit der realen Präsenz Jesu Christi konstituiert. Zur Zeit der scholastischen Theologen im Mittelalter war die gesprochene Konzelebration die einzige bekannte Form.
In diesem Verständnis sind vor allem die Bedingungen für die Gültigkeit von sakramentalen Akten in der heiligen Messe wichtig; die Ausübung der priesterlichen Vollmacht sei wesentlich gebunden an den ausdrücklichen Vollzug der „forma sacramenti“, des äußeren Zeichens des Sakraments der Eucharistie, und diese bestehe im Sprechen der Konsekrationsworte als Worte Christi über der materia von Brot und Wein, die als das Wesen der Eucharistiefeier angesehen wird. Einige Autoren unterscheiden daher zwischen sakramentaler und (bloß) zeremonieller Konzelebration (Jean Michel Hanssens) oder zwischen concelebratio plena und concelebratio minus plena; die Terminologie ist nicht einheitlich. Diese Position bestimmt u. a. die Stellungnahmen der Päpste bis zu Pius XII. und des Heiligen Offiziums.
Das Mitsprechen der Konsekrationsworte von allen Konzelebranten ist auch in der heute geltenden Liturgie verpflichtend. Aus liturgietheologischer Sicht wird diese Konzentration des Wesens der heiligen Messe auf das (gemeinsame) Sprechen der Wandlungsworte als „binnenliturgischer, ja binnensakramentaler Klerikalismus“ kritisiert; die vom Zweiten Vatikanischen Konzil inspirierte „vertiefte Sicht der Eucharistie als Feier der ganzen Kirche“ sei noch nicht umgesetzt (Angelus A. Häußling).

### Eucharistie als Feier der ganzen Kirche, priesterliche Kollegialität
Vor allem seit dem Zweiten Vatikanischen Konzil betonen Theologen den Handlungs- und Gemeinschaftscharakter der eucharistischen Feier. Außerdem sehen sie das priesterliche Dienstamt stärker unter dem Aspekt der Kollegialität und betonen die konsekratorische Funktion des ganzen Hochgebets, nicht nur der Wandlungsworte. Sie knüpfen an der Liturgie der frühen Kirche und Texten der Kirchenväter an.
Papst Paul VI. schrieb in seinem Dekret Ecclesiae semper, mit dem er die Konzelebration neu ordnete:

„Jede Messe ... ist mehr noch als alle anderen liturgischen Handlungen eine Handlung des ganzen Gottesvolkes, das hierarchisch geordnet ist und handelt. Diese dreifache Bedeutung, die jeder Messe zukommt, wird in besonderer Weise in dem Ritus sichtbar, wenn mehrere Priester dieselbe Messe konzelebrieren. Denn bei dieser Art der Messfeier handeln mehrere Priester kraft desselben Priestertums und in der Person des Hohenpriesters zugleich mit einem Willen und einer Stimme. In einem einzigen sakramentalen Akt vollziehen und bringen sie das eine Opfer gleichzeitig dar; zugleich nehmen sie daran teil. Deshalb wird in der Feier eines solchen Opfers, an der gleichzeitig die Gläubigen bewusst, tätig und auf eine der Gemeinschaft eigentümliche Weise teilnehmen, vor allem unter Vorsitz des Bischofs, auf vorzügliche Weise die Kirche sichtbar in der Einheit des Opfers und des Priestertums, in der einen Danksagung, um den einen Altar mit den Ministri und dem heiligen Volk.“

Der Liturgiewissenschaftler Hans Bernhard Meyer weist darauf hin, dass hier auch den mitfeiernden Gläubigen Anteil am sakramentalen Heilsdienst zugesprochen wird, und spricht von einer „Mitfeier (Konzelebration) aufgrund der Taufe“ im Gegensatz zu einer „Mitfeier aufgrund des besonderen Dienstamtes“ von Bischöfen und Priestern. Das spezifische Amt des Bischofs und Priesters ist der Dienst der Leitung der Versammlung, bei der er die Stelle Christi vertritt und so die Gemeinde heiligt und Gott verherrlicht. Diesen Dienst der Heiligung der Gemeinde und Verherrlichung Gottes üben die Konzelebranten kollegial zusammen mit dem Hauptzelebranten aus. Aber die ganze Gemeinde nimmt tätig und auf ihre Weise in zwar hierarchisch gestufter, aber doch heilswirksamer Weise am Zustandekommen der sakramentalen Zeichenhandlung in der Eucharistie teil, so dass die Sakramentalität des Messopfers nicht auf die Vollmacht zum gültigen Vollzug isolierter Konsekrationsakte reduziert werden kann. Es habe, so Meyer, in der Geschichte der Kirche verschiedene Ausdrucksformen gegeben, um „die Einheit der Gemeinde, ihrer Feier, ihrer Ämter und Dienste in der geordneten Vielfalt des eucharistschen Handlungsgefüges“ darzustellen, und somit könne es sie auch heute geben. Die rechtlichen Bedingungen für Gültigkeit und Erlaubtheit der liturgischen Feier haben dem zu dienen.
Meyer stellt als großen Vorzug der Konzelebration nach der Liturgiereform heraus, dass „ein einseitig privates und individualistisches Verständnis der Messe abgebaut und die auf Gültigkeitserfordernisse ... und auf die ‚Messfrüchte‘ verengte Sicht der Eucharistie überwunden“ wurde. Die Konzelebration ist zum normalen Regelfall geworden, während die Messfeier ohne Gemeinde zur Ausnahme erklärt wurde, die jeweils eigens begründet werden muss; „die Zeit der getrennt von der Gemeinde an den Seitenaltären zelebrierten Messen“ sei vorüber.

## Heutiger Ablauf
Die Kirche schreibt die Konzelebration in den liturgischen Ordnungen seit dem Zweiten Vatikanischen Konzil neben den bereits vor der Liturgiereform üblichen Anlässen der Bischofs- und Priesterweihe ausdrücklich vor für die Messfeier bei der Chrisamweihe und die Feier vom letzten Abendmahl am Gründonnerstag, bei der Benediktion eines Abtes und bei Konzilien, Bischofsversammlungen und Synoden. Weiterhin empfiehlt sie die Konzelebration ausdrücklich für bestimmte Formen der heiligen Messe wie etwa die Konventsmesse einer Gemeinschaft von Ordensmännern oder Kanonikern, für Messfeiern bei Zusammenkünften von Priestern und für die Hauptmesse in Kirchen, in denen nicht aus seelsorglichen Gründen die Einzelzelebration der anwesenden Priester notwendig ist.
Ist ein Bischof bei einer Gemeindemesse anwesend, soll er selbst die Eucharistie feiern, und die Priester sollen konzelebrieren. Die Konzelebration geschieht nicht, um die äußere Feier glanzvoller zu gestalten, sondern um das Mysterium der Kirche zu verdeutlichen, die das „Sakrament der Einheit“ ist.
Den Priestern bleibt es gestattet, einzeln zu zelebrieren, jedoch nicht zur selben Zeit in derselben Kirche während einer Konzelebration und nicht am Gründonnerstag.
Die Konzelebranten tragen liturgische Kleidung und müssen die Feier gemeinsam beginnen. Der Hauptzelebrant trägt immer eine Kasel (bei der heiligen Messe) oder einen Chormantel (bei anderen liturgischen Vollzügen), die Konzelebranten können mit Kasel oder nur mit Albe und Stola teilnehmen, etwa bei einer größeren Zahl von Konzelebranten. Die einzelnen Dienste werden unter den Konzelebranten aufgeteilt; dabei wird der Vorrang des Hauptzelebranten gewahrt. Die Präfation des Hochgebetes in der heiligen Messe wird stets vom Hauptzelebranten vorgetragen. Die Konzelebranten beten oder singen die Einsetzungsworte leise mit und tragen verschiedene Teile des Hochgebets vernehmlich vor. Auch kann ein Konzelebrant das Evangelium vortragen, wenn kein Diakon mitwirkt, oder predigen. Jeder Konzelebrant kann ein Messstipendium annehmen.
Die in Konzelebration gefeierte feierliche heilige Messe mit Gesang und Teilnahme der Gemeinde entspricht dem früheren Levitenamt. Insbesondere die gelegentlich geübte Praxis, dass bei einem Levitenamt zwei Priester in Dalmatik und Tunicella die Rollen von Diakon und Subdiakon übernahmen, ist jetzt ausgeschlossen.